# بركة ملايي
بركة ملايي (بالفارسية: برکه ملایی) هي منطقة سكنية في محافظة فارس إيران التابعة لبلدة أشكنان مقاطعة لامرد.

## السكان
تقع هذه القرية في قسم خيركو وحسب احصاءات سنة 2006 كان عدد سكانها 101 نمسة يعيشون في 25 مسكن.